# Repêchage d'entrée dans la LNH 2013
2012 2014
Le repêchage d'entrée dans la Ligue nationale de hockey 2013 est le 51e repêchage d'entrée de l'histoire de la Ligue nationale de hockey (LNH). Il s'est tenu le 30 juin 2013 au Prudential Center, le domicile des Devils du New Jersey

## Meilleurs espoirs
Les tableaux ci-dessous présentent les meilleurs joueurs évoluant soit dans les championnats d'Amérique du Nord soit en Europe.
| Rang | En Amérique du Nord   | En Europe                |
| ---- | --------------------- | ------------------------ |
| 1    | Seth Jones (D)        | Aleksander Barkov (C)    |
| 2    | Jonathan Drouin (AG)  | Valeri Nitchouchkine (C) |
| 3    | Nathan MacKinnon (C)  | Elias Lindholm (C)       |
| 4    | Darnell Nurse (D)     | Rasmus Ristolainen (C)   |
| 5    | Sean Monahan (C)      | Alexander Wennberg (C)   |
| 6    | Hunter Shinkaruk (C)  | André Burakovsky (C)     |
| 7    | Valentin Zykov (A)    | Jacob de la Rose (A)     |
| 8    | Frédérik Gauthier (C) | Robert Hägg (D)          |
| 9    | Mirco Müller (D)      | Artturi Lehkonen (A)     |
| 10   | Anthony Mantha (A)    | Pavel Boutchnevitch (A)  |

| Rang | En Amérique du Nord | En Europe    |
| ---- | ------------------- | ------------ |
| 1    | Zachary Fucale      | Juuse Saros  |
| 2    | Eric Comrie         | Ebbe Siönäs  |
| 3    | Tristan Jarry       | Luka Gračnar |

## Le repêchage

### Premier tour
| Rang | Joueur               | Position | Nationalité | Équipe LNH                               | Repêché de                           |
| ---- | -------------------- | -------- | ----------- | ---------------------------------------- | ------------------------------------ |
| 1    | Nathan MacKinnon     | C        | Canada      | Avalanche du Colorado                    | Mooseheads d'Halifax (LHJMQ)         |
| 2    | Aleksander Barkov    | C        | Finlande    | Panthers de la Floride                   | Tappara Tampere (SM-liiga)           |
| 3    | Jonathan Drouin      | AG       | Canada      | Lightning de Tampa Bay                   | Mooseheads d'Halifax (LHJMQ)         |
| 4    | Seth Jones           | D        | États-Unis  | Predators de Nashville                   | Winterhawks de Portland (LHOu)       |
| 5    | Elias Lindholm       | C        | Suède       | Hurricanes de la Caroline                | Brynäs IF (Elitserien)               |
| 6    | Sean Monahan         | C        | Canada      | Flames de Calgary                        | 67's d'Ottawa (LHO)                  |
| 7    | Darnell Nurse        | D        | Canada      | Oilers d'Edmonton                        | Greyhounds de Sault Ste. Marie (LHO) |
| 8    | Rasmus Ristolainen   | D        | Finlande    | Sabres de Buffalo                        | TPS Turku (SM-liiga)                 |
| 9    | Bo Horvat            | C        | Canada      | Canucks de Vancouver (↔ New Jersey)      | Knights de London (LHO)              |
| 10   | Valeri Nitchouchkine | AD       | Russie      | Stars de Dallas                          | Traktor Tcheliabinsk (KHL)           |
| 11   | Samuel Morin         | D        | Canada      | Flyers de Philadelphie                   | Océanic de Rimouski (LHJMQ)          |
| 12   | Max Domi             | C/AG     | Canada      | Coyotes de Phoenix                       | Knights de London (LHO)              |
| 13   | Joshua Morrissey     | D        | Canada      | Jets de Winnipeg                         | Raiders de Prince Albert (LHO)       |
| 14   | Alexander Wennberg   | C        | Suède       | Blue Jackets de Columbus                 | Djurgården Hockey (Allsvenskan)      |
| 15   | Ryan Pulock          | D        | Canada      | Islanders de New York                    | Wheat Kings de Brandon (LHOu)        |
| 16   | Nikita Zadorov       | D        | Russie      | Sabres de Buffalo (↔ Minnesota)          | Knights de London (LHO)              |
| 17   | Curtis Lazar         | C/AD     | Canada      | Sénateurs d'Ottawa                       | Oil Kings d'Edmonton (LHOu)          |
| 18   | Mirco Müller         | D        | Suisse      | Sharks de San José (↔ Détroit)           | Silvertips d'Everett (LHOu)          |
| 19   | Kerby Rychel         | AG       | Canada      | Blue Jackets de Columbus (↔ New York)    | Spitfires de Windsor (LHO)           |
| 20   | Anthony Mantha       | AD       | Canada      | Red Wings de Détroit (↔ San José)        | Foreurs de Val-d'Or (LHJMQ)          |
| 21   | Frédérik Gauthier    | C        | Canada      | Maple Leafs de Toronto                   | Océanic de Rimouski (LHJMQ)          |
| 22   | Émile Poirier        | AG       | Canada      | Flames de Calgary (↔ St. Louis)          | Olympiques de Gatineau (LHJMQ)       |
| 23   | André Burakovsky     | AG       | Suède       | Capitals de Washington                   | Malmö Redhawks (Allsvenskan)         |
| 24   | Hunter Shinkaruk     | C/AG     | Canada      | Canucks de Vancouver                     | Tigers de Medicine Hat (LHOu)        |
| 25   | Michael McCarron     | AD       | États-Unis  | Canadiens de Montréal                    | USA (USHL)                           |
| 26   | Shea Theodore        | D        | Canada      | Ducks d'Anaheim                          | Thunderbirds de Seattle (LHOu)       |
| 27   | Marko Daňo           | C        | Slovaquie   | Blue Jackets de Columbus (↔ Los Angeles) | HC Slovan Bratislava (KHL)           |
| 28   | Morgan Klimchuk      | AG       | Canada      | Flames de Calgary (↔ Pittsburgh)         | Pats de Régina (LHOu)                |
| 29   | Jason Dickinson      | C        | Canada      | Stars de Dallas (↔ Boston)               | Storm de Guelph (LHO)                |
| 30   | Ryan Hartman         | AD       | États-Unis  | Blackhawks de Chicago                    | Whalers de Plymouth (LHO)            |

### Deuxième tour
| Rang | Joueur                  | Position | Nationalité    | Équipe LNH                                           | Repêché de                              |
| ---- | ----------------------- | -------- | -------------- | ---------------------------------------------------- | --------------------------------------- |
| 31   | Ian McCoshen            | D        | États-Unis     | Panthers de la Floride                               | Black Hawks de Waterloo (USHL)          |
| 32   | Chris Bigras            | D        | Canada         | Avalanche du Colorado                                | Attack d'Owen Sound (LHO)               |
| 33   | Adam Erne               | AG       | États-Unis     | Lightning de Tampa Bay                               | Remparts de Québec (LHJMQ)              |
| 34   | Jacob de la Rose        | AG       | Suède          | Canadiens de Montréal (↔ Nashville)                  | Leksands IF (Allsvenskan)               |
| 35   | J.T. Compher            | AG       | États-Unis     | Sabres de Buffalo (↔Caroline)                        | USA (USHL)                              |
| 36   | Zachary Fucale          | G        | Canada         | Canadiens de Montréal (↔ Calgary)                    | Mooseheads d'Halifax (LHJMQ)            |
| 37   | Valentin Zykov          | AG       | Russie         | Kings de Los Angeles (↔ Edmonton)                    | Drakkar de Baie-Comeau (LHJMQ)          |
| 38   | Connor Hurley           | C        | États-Unis     | Sabres de Buffalo                                    | Edina High (MSHSL)                      |
| 39   | Laurent Dauphin         | C        | Canada         | Coyotes de Phoenix (↔ New Jersey)                    | Saguenéens de Chicoutimi (LHJMQ)        |
| 40   | Remi Elie               | AG       | Canada         | Stars de Dallas                                      | Knights de London (LHO)                 |
| 41   | Robert Hägg             | D        | Suède          | Flyers de Philadelphie                               | MODO hockey (Elitserien)                |
| 42   | Steven Santini          | D        | États-Unis     | Devils du New Jersey(↔ Coyotes de Phoenix)           | Boston College Eagles (Hockey East)     |
| 43   | Nicolas Petan           | C        | Canada         | Jets de Winnipeg                                     | Winterhawks de Portland (LHOu)          |
| 44   | Tristan Jarry           | G        | Canada         | Penguins de Pittsburgh (↔ Columbus)                  | Oil Kings d'Edmonton (LHOu)             |
| 45   | Nick Sörensen           | AD       | Suède Danemark | Ducks d'Anaheim (↔ NYI)                              | Remparts de Québec (LHJMQ)              |
| 46   | Gustav Olofsson         | D        | Suède          | Wild du Minnesota                                    | Gamblers de Green Bay (USHL)            |
| 47   | Tommy Vannelli          | D        | États-Unis     | Blues de Saint-Louis (↔ Ottawa)                      | Skippers de Minnetonka (MSHSL)          |
| 48   | Zach Nastasiuk          | AD       | Canada         | Red Wings de Détroit                                 | Attack d'Owen Sound (LHO)               |
| 49   | Gabryel Paquin-Boudreau | AG       | Canada         | Sharks de San José (↔ NYR)                           | Drakkar de Baie-Comeau (LHJMQ)          |
| 50   | Dillon Heatherington    | D        | Canada         | Blue Jackets de Columbus (↔ Pittsburgh) (↔ San José) | Broncos de Swift Current (LHOu)         |
| 51   | Carl Dahlström          | D        | Suède          | Blackhawks de Chicago (↔ Toronto)                    | Linköpings HC jr (J20 SuperElit)        |
| 52   | Justin Bailey           | AD       | États-Unis     | Sabres de Buffalo (↔ Saint-Louis)                    | Rangers de Kitchener (LHO)              |
| 53   | Madison Bowey           | D        | Canada         | Capitals de Washington                               | Rockets de Kelowna (LHOu)               |
| 54   | Philippe Desrosiers     | G        | Canada         | Stars de Dallas (↔ Vancouver)                        | Océanic de Rimouski (LHJMQ)             |
| 55   | Artturi Lehkonen        | AG       | Finlande       | Canadiens de Montréal                                | Kalevan Pallo (SM-liiga)                |
| 56   | Marc-Olivier Roy        | C        | Canada         | Oilers d'Edmonton (↔ Anaheim)                        | Armada de Blainville-Boisbriand (LHJMQ) |
| 57   | William Carrier         | AG       | Canada         | Blues de Saint-Louis (↔ Los Angeles) (↔ Edmonton     | Screaming Eagles du Cap-Breton (LHJMQ)  |
| 58   | Tyler Bertuzzi          | AG       | Canada         | Red Wings de Détroit (↔ Pittsburgh) (↔ San José)     | Storm de Guelph (LHO)                   |
| 59   | Eric Comrie             | G        | Canada         | Jets de Winnipeg (compensatoire)                     | Americans de Tri-City (LHOu)            |
| 60   | Linus Arnesson          | D        | Suède          | Bruins de Boston                                     | Djurgården Hockey (Allsvenskan)         |
| 61   | Zach Sanford            | AG       | États-Unis     | Capitals de Washington (↔ Chicago) (↔ Winnipeg)      | Islanders de Middlesex (EJHL)           |

### Troisième tour
| Rang | Joueur                | Position | Nationalité | Équipe LNH                                                       | Repêché de                                     |
| ---- | --------------------- | -------- | ----------- | ---------------------------------------------------------------- | ---------------------------------------------- |
| 62   | Yan-Pavel Laplante    | C        | Canada      | Coyotes de Phoenix (↔ Floride) (↔ NYR) (↔ San José)              | Rocket de l'Île-du-Prince-Édouard (LHJMQ)      |
| 63   | Spencer Martin        | G        | Canada      | Avalanche du Colorado                                            | Steelheads de Mississauga (LHO)                |
| 64   | Jonathan-Ismael Diaby | D        | Canada      | Predators de Nashville (↔ Tampa Bay)                             | Tigres de Victoriaville (LHJMQ)                |
| 65   | Adam Tambellini       | C        | Canada      | Rangers de New York (↔ Nashville)                                | Eagles de Surrey (LHCB)                        |
| 66   | Brett Pesce           | D        | États-Unis  | Hurricanes de la Caroline                                        | New Hampshire Wildcats (HEA)                   |
| 67   | Keegan Kanzig         | D        | Canada      | Flames de Calgary                                                | Royals de Victoria (LHOu)                      |
| 68   | Niklas Hansson        | D        | Suède       | Stars de Dallas (↔ Edmonton)                                     | Rögle BK (Allsvenskan)                         |
| 69   | Nicholas Baptiste     | AD       | Canada      | Sabres de Buffalo                                                | Wolves de Sudbury (LHO)                        |
| 70   | Eamon McAdam          | G        | États-Unis  | Islanders de New York (↔ New Jersey)(↔ Wild du Minnesota)        | Black Hawks de Waterloo (USHL)                 |
| 71   | Connor Crisp          | AG       | Canada      | Canadiens de Montréal (↔ Dallas)                                 | Otters d'Érié (LHO)                            |
| 72   | Tyrell Goulbourne     | AG       | Canada      | Flyers de Philadelphie                                           | Rockets de Kelowna (LHOu)                      |
| 73   | Ryan Kujawinski       | C        | Canada      | Devils du New Jersey (↔ Coyotes de Phoenix)                      | Frontenacs de Kingston (LHO)                   |
| 74   | John Hayden           | C        | États-Unis  | Blackhawks de Chicago (↔ Jets de Winnipeg)                       | United States National Development Team (USHL) |
| 75   | Pavel Boutchnevitch   | A        | Russie      | Rangers de New York (↔ Columbus)                                 | Severstal Tcherepovets (KHL)                   |
| 76   | Taylor Cammarata      | C/AG     | Canada      | Islanders de New York                                            | Black Hawks de Waterloo (USHL)                 |
| 77   | Jake Guentzel         | C        | États-Unis  | Penguins de Pittsburgh (↔ Minnesota) (↔ Philadelphie) (↔ Dallas) | Musketeers de Sioux City (USHL)                |
| 78   | Marcus Högberg        | G        | Suède       | Sénateurs d'Ottawa                                               | Linköpings HC (Elitserien)                     |
| 79   | Mattias Janmark-Nylén | C        | Suède       | Red Wings de Détroit                                             | AIK IF (Elitserien)                            |
| 80   | Anthony Duclair       | AG       | Canada      | Rangers de New York                                              | Remparts de Québec (LHJMQ)                     |
| 81   | Kurtis Gabriel        | AD       | Canada      | Wild du Minnesota (↔ San José)                                   | Attack d'Owen Sound (LHO)                      |
| 82   | Carter Verhaeghe      | C        | Canada      | Maple Leafs de Toronto                                           | IceDogs de Mississauga (LHO)                   |
| 83   | Bogdan Iakimov        | C        | Russie      | Oilers d'Edmonton                                                | Reaktor (MHL)                                  |
| 84   | James Lodge           | C        | États-Unis  | Jets de Winnipeg(↔ Capitals de Washington)                       | Spirit de Saginaw (LHO)                        |
| 85   | Cole Cassels          | C        | États-Unis  | Canucks de Vancouver (↔ Floride)                                 | Generals d'Oshawa (LHO)                        |
| 86   | Sven Andrighetto      | AD       | Suisse      | Canadiens de Montréal                                            | Huskies de Rouyn-Noranda (LHJMQ)               |
| 87   | Keaton Thompson       | D        | États-Unis  | Ducks d'Anaheim                                                  | United States National Development Team (USHL) |
| 88   | Anton Slepychev       | A        | Russie      | Oilers d'Edmonton                                                | Salavat Ioulaïev Oufa (KHL)                    |
| 89   | Oliver Bjorkstrand    | A        | Danemark    | Blue Jackets de Columbus (↔Penguins de Pittsburgh)               | Winterhawks de Portland (LHOu)                 |
| 90   | Peter Cehlárik        | A        | Slovaquie   | Bruins de Boston                                                 | Luleå HF (Elitserien)                          |
| 91   | J.C. Lipon            | AD       | Canada      | Jets de Winnipeg (↔ Chicago)                                     | Blazers de Kamloops (LHOu)                     |

### Quatrième tour
| Rang | Joueur           | Position | Nationalité                  | Équipe LNH                                                     | Repêché de                                     |
| ---- | ---------------- | -------- | ---------------------------- | -------------------------------------------------------------- | ---------------------------------------------- |
| 92   | Evan Cowley      | G        | Canada États-Unis            | Panthers de la Floride                                         | Wildcats de Wichita State (NAHL)               |
| 93   | Mason Geertsen   | D        | Canada                       | Avalanche du Colorado                                          | Giants de Vancouver (LHOu)                     |
| 94   | Jackson Houck    | AD       | Canada                       | Oilers d'Edmonton (↔ St. Louis) (↔ Tampa Bay)                  | Giants de Vancouver (LHOu)                     |
| 95   | Félix Girard     | C        | Canada                       | Predators de Nashville                                         | Drakkar de Baie-Comeau (LHJMQ)                 |
| 96   | Kyle Platzer     | C        | Canada                       | Oilers d'Edmonton (↔ Los Angeles) (↔ Caroline)                 | Knights de London (LHO)                        |
| 97   | Michael Downing  | D        | États-Unis                   | Panthers de la Floride (↔ Calgary)                             | Fighting Saints de Dubuque (USHL)              |
| 98   | Matt Buckles     | C        | Canada                       | Panthers de la Floride (↔ Edmonton)                            | Buzzers de St. Michael's (OJHL)                |
| 99   | Juuse Saros      | G        | Finlande                     | Predators de Nashville (↔ Buffalo)                             | HPK Hämeenlinna (SM-liiga)                     |
| 100  | Miles Wood       | AG       | États-Unis                   | Devils du New Jersey                                           | Nobles (HIGH-MA)                               |
| 101  | Nick Paul        | AG       | Canada                       | Stars de Dallas                                                | Battalion de Brampton (LHO)                    |
| 102  | Tobias Lindberg  | AD       | Suède                        | Sénateurs d'Ottawa (↔ Philadelphie) (↔ Tampa Bay)              | Djurgården Hockey (Allsvenskan)                |
| 103  | Justin Auger     | AD       | Canada                       | Kings de Los Angeles (↔ Phoenix) (↔ Columbus) (↔ Philadelphie) | Storm de Guelph (LHO)                          |
| 104  | Andrew Copp      | C        | États-Unis                   | Jets de Winnipeg                                               | Michigan (CCHA)                                |
| 105  | Nick Moutrey     | AG       | Canada                       | Blue Jackets de Columbus                                       | Spirit de Saginaw (LHO)                        |
| 106  | Stephon Williams | G        | États-Unis                   | Islanders de New York                                          | Minnesota State (WCHA)                         |
| 107  | Dylan Labbé      | D        | Canada                       | Wild du Minnesota                                              | Cataractes de Shawinigan (LHJMQ)               |
| 108  | Ben Harpur       | D        | Canada                       | Sénateurs d'Ottawa                                             | Storm de Guelph (LHO)                          |
| 109  | David Pope       | AG       | Canada                       | Red Wings de Détroit                                           | Warriors de West Kelowna (BCHL)                |
| 110  | Ryan Graves      | D        | Canada                       | Rangers de New York                                            | Islanders de Charlottetown (LHJMQ)             |
| 111  | Robin Norell     | D        | Suède                        | Chicago                                                        | Djurgården Hockey (Allsvenskan)                |
| 112  | Zach Pochiro     | AG       | États-Unis                   | Blues de Saint-Louis (↔ Nashville) (↔ Toronto)                 | Spruce Kings de Prince George (BCHL)           |
| 113  | Aidan Muir       | AG       | Canada États-Unis            | Oilers d'Edmonton (↔ St. Louis)                                | Victory Honda (MWEHL)                          |
| 114  | Jan Košťálek     | D        | République tchèque           | Jets de Winnipeg (↔ Washington)                                | Océanic de Rimouski (LHJMQ)                    |
| 115  | Jordan Subban    | D        | Canada                       | Canucks de Vancouver                                           | Bulls de Belleville (LHO)                      |
| 116  | Martin Réway     | AG       | Slovaquie République tchèque | Canadiens de Montréal                                          | Olympiques de Gatineau (LHJMQ)                 |
| 117  | Fredrik Bergvik  | G        | Suède                        | Maple Leafs de Toronto (↔ Anaheim)                             | Frölunda HC (SuperElit)                        |
| 118  | Hudson Fasching  | AD       | États-Unis                   | Kings de Los Angeles                                           | United States National Development Team (USHL) |
| 119  | Ryan Segalla     | D        | États-Unis                   | Penguins de Pittsburgh                                         | Salisbury (HIGH-CT)                            |
| 120  | Ryan Fitzgerald  | C        | États-Unis                   | Bruins de Boston                                               | Valley Jr. (EJHL)                              |
| 121  | Tyler Motte      | C        | États-Unis                   | Blackhawks de Chicago                                          | United States National Development Team (USHL) |

### Cinquième tour
| Rang | Joueur                 | Position | Nationalité        | Équipe LNH                                                   | Repêché de                              |
| ---- | ---------------------- | -------- | ------------------ | ------------------------------------------------------------ | --------------------------------------- |
| 122  | Christopher Clapperton | AG       | Canada             | Panthers de la Floride                                       | Armada de Blainville-Boisbriand (LHJMQ) |
| 123  | Will Butcher           | D        | États-Unis         | Avalanche du Colorado                                        | USA Hockey (USHL)                       |
| 124  | Kristers Gudļevskis    | G        | Lettonie           | Lightning de Tampa Bay                                       | Dinamo Riga (KHL)                       |
| 125  | Saku Mäenalanen        | A        | Finlande           | Predators de Nashville                                       | Kärpät Oulu (Jr. A SM-liiga)            |
| 126  | Brent Pedersen         | AG       | Canada             | Hurricanes de la Caroline                                    | Rangers de Kitchener (LHO)              |
| 127  | Tucker Poolman         | D        | États-Unis         | Jets de Winnipeg (↔ Washington) (↔ Calgary)                  | Lancers d'Omaha (USHL)                  |
| 128  | Evan Campbell          | AG       | Canada             | Oilers d'Edmonton                                            | Rivermen de Langley (BCHL)              |
| 129  | Calvin Petersen        | G        | États-Unis         | Sabres de Buffalo                                            | Black Hawks de Waterloo (USHL)          |
| 130  | Gustav Possler         | AG       | Suède              | Sabres de Buffalo (↔ New Jersey) (↔ Los Angeles) (↔ Floride) | MODO Hockey (Elitserien)                |
| 131  | Cole Ully              | AG       | Canada             | Stars de Dallas                                              | Blazers de Kamloops (LHOu)              |
| 132  | Terrance Amorosa       | D        | États-Unis         | Flyers de Philadelphie                                       | Holderness (HIGH-NH)                    |
| 133  | Connor Clifton         | D        | États-Unis         | Coyotes de Phoenix                                           | New Jersey (EJHL)                       |
| 134  | Luke Johnson           | C        | États-Unis         | Blackhawks de Chicago (↔ Winnipeg)                           | Stars de Lincoln (USHL)                 |
| 135  | Eric Roy               | D        | Canada             | Flames de Calgary (↔ Columbus)                               | Wheat Kings de Brandon (LHOu)           |
| 136  | Victor Crus Rydberg    | C        | Suède              | Islanders de New York                                        | Linköpings HC (Elitserien)              |
| 137  | Carson Soucy           | D        | Canada             | Wild du Minnesota                                            | Saints de Spruce Grove (AJHL)           |
| 138  | Vincent Dunn           | C        | Canada             | Sénateurs d'Ottawa                                           | Foreurs de Val-d'Or (LHJMQ)             |
| 139  | Mitchell Wheaton       | D        | Canada             | Red Wings de Détroit                                         | Rockets de Kelowna (LHOu)               |
| 140  | Teemu Kivihalme        | D        | États-Unis         | Predators de Nashville (↔ NYR)                               | Burnsville (HIGH-MN)                    |
| 141  | Michael Brodzinski     | D        | États-Unis         | Sharks de San José                                           | Lumberjacks de Muskegon (USHL)          |
| 142  | Fabrice Herzog         | AD       | Suisse             | Maple Leafs de Toronto                                       | EV Zoug (LNA)                           |
| 143  | Anthony Florentino     | D        | États-Unis         | Sabres de Buffalo (↔ St. Louis)                              | South Kent (HIGH-CT)                    |
| 144  | Blake Heinrich         | D        | États-Unis         | Capitals de Washington                                       | Musketeers de Sioux City (USHL)         |
| 145  | Anton Cederholm        | D        | Suède              | Canucks de Vancouver                                         | Rögle BK (Elitserien)                   |
| 146  | Patrik Bartošák        | G        | République tchèque | Kings de Los Angeles (↔ Montréal)                            | Rebels de Red Deer (LHOu)               |
| 147  | Grant Besse            | AD       | États-Unis         | Ducks d'Anaheim                                              | Benilde (HIGH-MN)                       |
| 148  | Jonathan Brodzinski    | C        | États-Unis         | Kings de Los Angeles                                         | St. Cloud State (WCHA)                  |
| 149  | Matej Paulovic         | AG       | Slovaquie          | Stars de Dallas (↔ Pittsburgh)                               | Färjestads BK (SuperElit)               |
| 150  | Wiley Sherman          | D        | États-Unis         | Bruins de Boston                                             | Hotchkiss (HIGH-CT)                     |
| 151  | Gage Ausmus            | D        | États-Unis         | Sharks de San José (↔ Chicago)                               | USA Hockey (USHL)                       |

### Sixième tour
| Rang | Joueur             | Position | Nationalité | Équipe LNH                          | Repêché de                                              |
| ---- | ------------------ | -------- | ----------- | ----------------------------------- | ------------------------------------------------------- |
| 152  | Joshua Brown       | D        | Canada      | Panthers de la Floride              | Generals d'Oshawa (LHO)                                 |
| 153  | Ben Storm          | D        | États-Unis  | Avalanche du Colorado               | Lumberjacks du Muskegon (USHL)                          |
| 154  | Henri Ikonen       | A        | Finlande    | Lightning de Tampa Bay              | Frontenacs de Kingston (LHO)                            |
| 155  | Emil Pettersson    | C        | Suède       | Predators de Nashville              | Timrå IK (Elitserien)                                   |
| 156  | Tyler Ganly        | D        | Canada      | Hurricanes de la Caroline           | Greyhounds de Sault-Sainte-Marie (LHO)                  |
| 157  | Tim Harrison       | AD       | États-Unis  | Flames de Calgary                   | Dexter Prep. (USHS)                                     |
| 158  | Ben Betker         | D        | Canada      | Oilers d'Edmonton                   | Silvertips d'Everett (LHOu)                             |
| 159  | Sean Malone        | C        | États-Unis  | Sabres de Buffalo                   | Équipe nationale de développement des États-Unis (USHL) |
| 160  | Myles Bell         | AD       | Canada      | Devils du New Jersey                | Rockets de Kelowna (LHOu)                               |
| 161  | Chris LeBlanc      | AD       | États-Unis  | Sénateurs d'Ottawa (↔ Dallas)       | Kings de South Shore (EJHL)                             |
| 162  | Merrick Madsen     | G        | États-Unis  | Flyers de Philadelphie              | Académie Proctor (USHS)                                 |
| 163  | Brendan Burke      | G        | États-Unis  | Coyotes de Phoenix                  | Winterhawks de Portland (LHOu)                          |
| 164  | Dane Birks         | D        | Canada      | Penguins de Pittsburgh (↔ Winnipeg) | Centennials de Merritt (LHCB)                           |
| 165  | Markus Søberg      | AD       | Norvège     | Blue Jackets de Columbus            | Frölunda HC (SuperElit)                                 |
| 166  | Alan Quine         | C        | Canada      | Islanders de New York               | Bulls de Belleville (LHO)                               |
| 167  | Avery Peterson     | C        | États-Unis  | Wild du Minnesota                   | Grand Rapids High (USHS)                                |
| 168  | Quentin Shore      | C        | États-Unis  | Sénateurs d'Ottawa                  | Pioneers de Denver (WCHA)                               |
| 169  | Marc McNulty       | D        | Canada      | Red Wings de Détroit                | Cougars de Prince George (LHOu)                         |
| 170  | MacKenzie Skapski  | G        | Canada      | Rangers de New York                 | Ice de Kootenay (LHOu)                                  |
| 171  | Tommy Veilleux     | AG       | Canada      | Predators de Nashville (↔ San José) | Tigres de Victoriaville (LHJMQ)                         |
| 172  | Antoine Bibeau     | G        | Canada      | Maple Leafs de Toronto              | Islanders de Charlottetown (LHJMQ)                      |
| 173  | Santeri Saari      | D        | Finlande    | Blues de Saint-Louis                | Jokerit (SM-liiga)                                      |
| 174  | Brian Pinho        | C        | États-Unis  | Capitals de Washington              | St. John's Prep (USHS)                                  |
| 175  | Michael Williamson | D        | Canada      | Canucks de Vancouver                | Saints de Spruce Grove (LHJA)                           |
| 176  | Jérémy Grégoire    | C        | Canada      | Canadiens de Montréal               | Drakkar de Baie-Comeau (LHJMQ)                          |
| 177  | Miro Aaltonen      | A        | Finlande    | Ducks d'Anaheim                     | Espoo Blues (SM-liiga)                                  |
| 178  | Zachary Leslie     | D        | Canada      | Kings de Los Angeles                | Storm de Guelph (LHO)                                   |
| 179  | Blaine Byron       | C        | Canada      | Penguins de Pittsburgh              | Bears de Smith Falls (CCHL)                             |
| 180  | Anton Blidh        | A        | Suède       | Bruins de Boston                    | Frölunda HC (SuperElit)                                 |
| 181  | Anthony Louis      | C        | États-Unis  | Blackhawks de Chicago               | Équipe nationale de développement des États-Unis (USHL) |

### Septième tour
| Rang | Joueur             | Position | Nationalité        | Équipe LNH                                  | Repêché de                             |
| ---- | ------------------ | -------- | ------------------ | ------------------------------------------- | -------------------------------------- |
| 182  | Aleksi Mäkelä      | D        | Finlande           | Stars de Dallas (↔ Floride)                 | Ilves (SM-liiga)                       |
| 183  | Wilhelm Westlund   | D        | Suède              | Avalanche du Colorado                       | Färjestads BK (Elitserien)             |
| 184  | Saku Salminen      | A        | Finlande           | Lightning de Tampa Bay                      | Jokerit (SM-liiga)                     |
| 185  | Wade Murphy        | A        | Canada             | Predators de Nashville                      | Vees de Penticton (LHCB)               |
| 186  | Joël Vermin        | C/A      | Suisse             | Lightning de Tampa Bay (↔ Caroline)         | CP Berne (LNA)                         |
| 187  | Rouchan Rafikov    | D        | Russie             | Flames de Calgary                           | Lokomotiv Iaroslavl (KHL)              |
| 188  | Greg Chase         | A        | Canada             | Oilers d'Edmonton                           | Hitmen de Calgary (LHOu)               |
| 189  | Eric Locke         | C        | Canada             | Sabres de Buffalo                           | Spirit de Saginaw (LHO)                |
| 190  | Brenden Kichton    | D        | Canada             | Wild du Minnesota (↔ New Jersey)            | Chiefs de Spokane (LHOu)               |
| 191  | Dominik Kubalík    | A        | République tchèque | Kings de Los Angeles (↔ Dallas)             | Wolves de Sudbury (LHO)                |
| 192  | David Drake        | D        | Canada             | Flyers de Philadelphie                      | Buccaneers de Des Moines (USHL)        |
| 193  | Jedd Soleway       | C        | Canada             | Coyotes de Phoenix                          | Vees de Penticton (LHCB)               |
| 194  | Marcus Karlström   | D        | Suède              | Jets de Winnipeg                            | AIK IF (SuperElit)                     |
| 195  | Peter Quenneville  | A        | Canada             | Blue Jackets de Columbus                    | Fighting Saints de Dubuque (USHL)      |
| 196  | Kyle Burroughs     | D        | Canada             | Islanders de New York                       | Pats de Regina (LHOu)                  |
| 197  | Nolan De Jong      | D        | Canada             | Wild du Minnesota                           | Grizzlies de Victoria (LHCB)           |
| 198  | John Gilmour       | D        | Canada             | Flames de Calgary (↔ Ottawa) (↔ Chicago)    | Friars de Providence (HE)              |
| 199  | Hampus Melén       | A        | Suède              | Red Wings de Détroit                        | Tingsryds AIF (SuperElit)              |
| 200  | Alexandre Bélanger | G        | Canada             | Wild du Minnesota (↔ NYR)                   | Huskies de Rouyn-Noranda (LHJMQ)       |
| 201  | Jacob Jackson      | C        | États-Unis         | Sharks de San José                          | Tartan Senior High (USHS)              |
| 202  | Andreas Johnsson   | A        | Suède              | Maple Leafs de Toronto                      | Frölunda HC (Elitserien)               |
| 203  | Janne Juvonen      | G        | Finlande           | Predators de Nashville (↔ Saint-Louis)      | Pelicans Lahti (SM-liiga)              |
| 204  | Tyler Lewington    | D        | Canada             | Capitals de Washington                      | Tigers de Medicine Hat (LHOu)          |
| 205  | Miles Liberati     | D        | États-Unis         | Canucks de Vancouver                        | Knights de London (LHO)                |
| 206  | MacKenzie Weegar   | D        | Canada             | Panthers de la Floride (↔ Montréal\|)       | Mooseheads d'Halifax (LHJMQ)           |
| 207  | Emil Galimov       | A        | Russie             | Sharks de San José (↔ Anaheim) (↔ Colorado) | Lokomotiv Iaroslavl (KHL)              |
| 208  | Anthony Brodeur    | G        | Canada             | Devils du New Jersey (↔ Los Angeles)        | Shattuck-Saint Mary's (USHS)           |
| 209  | Troy Josephs       | A        | Canada             | Penguins de Pittsburgh                      | Buzzers de St. Michael's (LHJO)        |
| 210  | Mitchell Dempsey   | A        | Canada             | Bruins de Boston                            | Greyhounds de Sault-Sainte-Marie (LHO) |
| 211  | Robin Press        | D        | Suède              | Blackhawks de Chicago                       | Södertälje SK (Allsvenskan)            |